# Equipo de Copa Davis de los Países Bajos
El Equipo neerlandés de Copa Davis es el representativo de los Países Bajos en la máxima competición internacional a nivel de naciones del tenis.

## Historia
Comenzó a participar en el año 1920. Su mejor actuación fue en 2001 cuando alcanzó las semifinales tras vencer al campeón defensor, España, en primera ronda y a Alemania en cuartos de final. En semifinales perdió contra Francia como local.

## Actualidad
En la Copa Davis 2008, los Países Bajos jugaron en el Grupo I de la zona Europa/África. Debutó en segunda ronda ante el equipo de Macedonia en la ciudad de Skopje sobre canchas lentas. Robin Haase y Thiemo de Bakker aportaron con triunfos en el singles y la victoria fue neerlandesa por 4-1. Con esto ganaron un lugar en el repechaje para buscar un lugar en el Grupo Mundial.
En la serie por el ascenso enfrentaron a Corea del Sur como locales sobre canchas lentas. Allí logaron una ajustada victoria por 3-2 y ganaron su lugar en el Grupo Mundial para el año 2009.
En 2009 debutarán como visitantes ante Argentina.

### Plantel
| Jugador           | Individuales | Dobles |
| ----------------- | ------------ | ------ |
| Thiemo de Bakker  | 16 - 13      | 2 - 2  |
| Matwé Middelkoop  | 1 - 1        | 2 - 1  |
| Jean-Julien Rojer | 0 - 0        | 8 - 3  |
| Robin Haase       | 25 - 13      | 9 - 8  |